# Коефіцієнт проникності пористого середовища

Коефіцієнт проникності (пористого середовища) (рос. коэффициент проницаемости (пористой среды); англ. permeability ratio; нім. Permeabilitätskoeffizient m) — експериментальний коефіцієнт пропорціональності в лінійному законі фільтрації Дарсі, за одиницю якого приймається коефіцієнт проникності такого пористого середовища, при фільтрації через зразок якого площею фільтрації 1 м², довжиною 1 м і за перепаду тиску 1 Па витрата рідини з динамічним коефіцієнтом в'язкості 1 Па·с становить 1 м³/с. Фізичний зміст розмірності К.п. в м² полягає в тому, що проникність характеризує величину площі перерізу каналів пористого середовища, по яких в основному проходить фільтрація. Він є числовою характеристикою абсолютної і ефективної (або фазової) проникності.